# Vosztok-tó

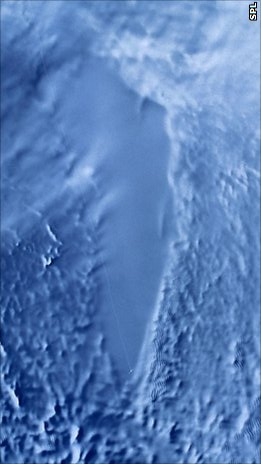
Radar-felvételek (Radarsat) a Vosztok-tóról

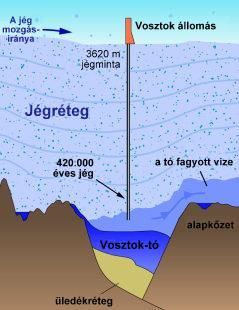
A Vosztok-tó és a fúrás metszeti rajza.

A Vosztok-tó (oroszul: восток, „kelet”) a legnagyobbika annak az eddig ismert 150 tónak, amelyek az Antarktisz jégpáncélja alatt találhatóak. Az édesvizű tó az orosz Vosztok kutatóbázis közelében található.

## Felfedezése
Orosz és brit kutatók fedezték fel a tavat 1994-ben, de csak 1996-ban sikerült minden kétséget kizáróan igazolni a létezését radarfelvételek és különböző adatok segítségével. Többek közt az orosz szakemberek szeizmikus hullámok segítségével végezték méréseiket, de mivel ez a mélységmérési módszer csak elszigetelt pontokon adott megközelítőleg biztos eredményt, átfogó képet a teljes tófenékről csak egy új módszerrel sikerült kapni. Lézeres magasságmérő és jégbe hatoló radar segítségével mérték meg a tó elhelyezkedését, méreteit.

## Érdekességek a tóról
A Vosztok-tó hozzávetőleges méreteinek legteljesebb körű felmérését igencsak megnehezítette, hogy a tavat 3700 és 4300 méter közötti vastagságú jégpáncél fedi. A mérések során kiderült, hogy a Vosztok-tó körülbelül 5400 köbkilométer vizet tartalmaz. Az eredmények arra utalnak, hogy a tó két elkülönülő medencéből áll, amelynek vízösszetétele, és egyéb jellemzői is eltérőek lehetnek. Az adatok alapján az is feltételezhető, hogy a főként mikrobákból álló élővilág is eltérő a két medencében. A tó hőmérséklete -3 Celsius-fok, mérések alapján bebizonyosodott, hogy folyékony halmazállapotú, kérdés az, hogy miként marad folyékony halmazállapotú a jéggel fedett tó vize a 0 fok alatt.
Néhány tudós a geotermikus hőt teszi felelőssé ezért, az újabb modellezések viszont arra utalnak, hogy jelentős fűtőhatás nélkül is fennmaradhat a folyékony halmazállapot, ha egy eredetileg folyékony vizű tavon kezdett halmozódni a jég. Mivel a jég nyomás alatt tartja a tó vizét, annak viselkedése eltér a normális körülményekben tapasztaltaktól. A Vosztok-tavon a jég a számítások szerint körülbelül 5–20 ezer évvel ezelőtt kezdett el halmozódni, és a kialakult jégsapka hőstabilizáló szigetelésként is működik.

## Kutatások a Vosztok tónál
Az orosz Vosztok kutatóbázis szakemberei már évtizedek óta mélyfúrásokat végeznek a jégben, állandóan egyre közelebb jutva a tó vizéhez. A kutatás igen fontos az asztrobiológia, az űrkutatás, valamint a biológiai őstörténet tudománya, azaz a paleontológia számára. A Vosztok-tó ugyanis a nagy valószínűséggel a mai ismert felszíni mikroorganizmusoknál jóval kezdetlegesebb, ősi mikrobáknak adhat otthont. Továbbá egy későbbi expedíció számára a Jupiter Europé nevű holdjára – melynek óceánját vastag jégpáncél fedi – fontos információk szerezhetők itt. Mivel a jég megóvhatta a külső hatásoktól a tó ökoszisztémáját, ezért ha a tavat kutatják, tulajdonképpen az ősi Földet kutatják. Az orosz kutatók mindeddig folyamatosan közelítették a tavat, legutóbb már csak kevesebb, mint 200 méter választotta el a furatot a tótól. Az egyre mélyebb fúrások során vett jégminták egyre primitívebb sejteket, mikroorganizmusokat mutatnak. Ma már félmillió éves jégminták is a kutatók rendelkezésére állnak, s az azokban talált mikrobák már teljesen újak voltak a szakemberek számára, azaz mára valószínűleg kihaltak. Az orosz kutatókat folyamatos nemzetközi bírálat éri, mert korszerűtlen, környezetszennyező módszerekkel fúrnak. A fúrófejet közvetlenül hűtő és kenő fúrófolyadékként petróleum és freon keverékét használják, a tudósok úgy vélték, ha az oroszok lefúrnak a tó felszínéig, beszennyezhetik az évmilliók óta érintetlen egyedi ökoszisztémával rendelkező tó vizét.
2012. február 6-án - 3768 méter mélységben - elérték a tó felszínét. Miután lefúrtak a tó felszíne felett 19-30 méterrel fekvő rétegbe, a mechanikus fúrófejet egy kamerával is ellátott hőfúróra cserélték, melyek napi 1,7 m-t haladtak tovább. A vízfelszín elérésekor a víz nyomása felfelé nyomta a fúróeszközt, így a tó vize is a furatba jutott, amely ezután megfagyott és kiemelhetővé vált. Az elképzelések szerint a mintát majd csak a sarki tél elmúltával, 2012 decemberében emelik ki részletes vizsgálatra.

## A jövő
A NASA többféle tervet dolgozott ki annak érdekében, hogy lehetne a tavat, és később az Europán levő tengereket úgy vizsgálni, hogy ott ne sérüljön meg, ne szennyeződjön be a mikrovilág.

## Jegyzetek

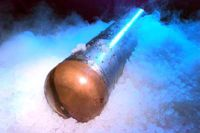
Cryobot (NASA)

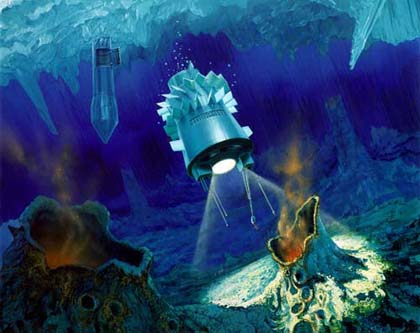
Hydrobot (NASA)